# 佐々木保重
佐々木保重（ささき　やすしげ、1960年10月12日 - ）は山形県出身のウエイトリフティング選手である。オリンピックに2度出場。
1983年日本体育大学体育学部卒業。大学卒業後郷里の山形県で高校教師となり1992年現役引退。
日本体育協会公認スポーツ指導者

## 主な競技成績
- 1978年長野国民体育大会少年の部67.5kg級優勝
- 1980年ジュニアアジア大会（20歳以下）75kg級優勝（インドネシアジャカルタ）
- 1980年全日本大学選手権67.5kg級優勝
- 1982年全日本大学選手権75kg級優勝
- 1984年ロサンゼルス五輪67.5kg級6位入賞[1]
- 1986年アジア競技大会（ソウル）75kg級3位
- 1988年ソウル五輪67.5kg級出場（失格）[1]
- 全日本ウエイトリフティング選手権大会優勝3回（第43回、第46回、第48回）[2]
- 国体優勝5回（第33回、第39回、第41回、第42回、第43回）[3]